# Indian Hills (Nuevo México)
Indian Hills es un lugar designado por el censo ubicado en el condado de Torrance en el estado estadounidense de Nuevo México. En el Censo de 2010 tenía una población de 892 habitantes y una densidad poblacional de 60,27 personas por km².

## Geografía
Indian Hills se encuentra ubicado en las coordenadas 34°58′59″N 106°8′23″O / 34.98306, -106.13972. Según la Oficina del Censo de los Estados Unidos, Indian Hills tiene una superficie total de 14.8 km², de la cual 14.8 km² corresponden a tierra firme y (0%) 0 km² es agua.

## Demografía
Según el censo de 2010, había 892 personas residiendo en Indian Hills. La densidad de población era de 60,27 hab./km². De los 892 habitantes, Indian Hills estaba compuesto por el 74.44% blancos, el 1.35% eran afroamericanos, el 1.23% eran amerindios, el 0.22% eran asiáticos, el 0% eran isleños del Pacífico, el 18.16% eran de otras razas y el 4.6% pertenecían a dos o más razas. Del total de la población el 33.3% eran hispanos o latinos de cualquier raza.